# Anisodes ephyrata
Anisodes ephyrata là một loài bướm đêm trong họ Geometridae.